# Gustav Adolf von Hohenlohe-Schillingsfürst
Gustav Adolf kardinal von Hohenlohe-Schillingsfürst, nemški rimskokatoliški duhovnik, škof in kardinal, * 26. februar 1823, Rothenburg, † 30. oktober 1896.

## Življenjepis
Leta 1849 je prejel duhovniško posvečenje.
13. novembra 1857 je bil imenovan za naslovnega nadškofa Edessa in Osrhoëne in 22. novembra istega leta je prejel škofovsko posvečenje.
22. junija 1866 je bil povzdignjen v kardinala in imenovan za kardinal-duhovnika S. Maria in Traspontina.
Med 12. majeem 1879 in decembrom 1833 je bil kardinal-škof Albana.
10. novembra 1884 je bil imenovan za kardinal-duhovnika S. Callisto in 2. decembra 1895 še za S. Lorenzo in Lucina.